# Bulbophyllum adiamantinum
Bulbophyllum adiamantinum är en orkidéart som beskrevs av Alexander Curt Brade. Bulbophyllum adiamantinum ingår i släktet Bulbophyllum och familjen orkidéer. Inga underarter finns listade i Catalogue of Life.